# روبرت لي فلاورز
روبرت لي فلاورز (بالإنجليزية: Robert Lee Flowers)‏ هو أكاديمي أمريكي، ولد في 6 نوفمبر 1870 في مقاطعة أليكزاندر في الولايات المتحدة، وتوفي في 24 أغسطس 1951 في درم في الولايات المتحدة.